# Maria Zhang
Maria Zhang, född 8 augusti 1999, är en polsk-kinesisk skådespelare.
Zhang har bland annat medverkat i TV-serierna WorkInProgress: A Comedy Web-Series och Avatar: The Last Airbender.

## Filmografi (i urval)
- 2020 – WorkInProgress: A Comedy Web-Series (TV-serie)
- 2024 – Avatar: The Last Airbender (TV-serie)